# 환상 폴로네즈

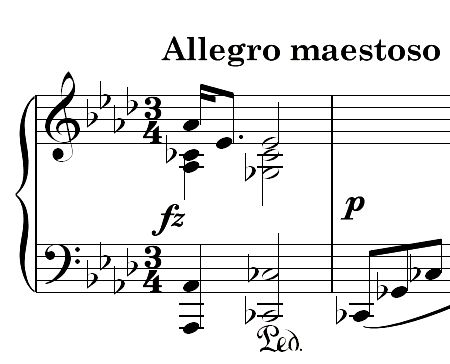

《환상 폴로네즈 내림 가장조 작품번호 61》(Polonaise-Fantaisie)는 프레데리크 쇼팽이 1846년에 작곡한 피아노곡이다.
이 작품은 화음의 복잡성과 복잡한 형식 때문에 음악가들의 지지를 얻어내는데 오래 걸렸다.
Jeffrey Kallberg는 Polonaise-Fantaisie가 쇼팽 스타일의 '후기'에서 '마지막'으로의 변화를 나타낸다고 제안했다.  이 작품의 형식적 모호성(특히 서정적 내부 섹션으로 들어오고 나가는 틀에 얽매이지 않고 음악적으로 오해의 소지가 있는 전환)이 이 '마지막 스타일'의 가장 중요한 정의 특성이다.